# Congreso del Estado de Campeche
El Honorable Congreso del Estado Libre y Soberano de Campeche es el poder legislativo de Campeche. Es instituido en la Constitución de Campeche en el artículo 29, y se ha reunido por primera vez en 1861, año en que Campeche se separó de Yucatán. Su composición ha ido variando a lo largo del tiempo, pues paso de tener solo 10 miembros en 1861 a los 35 que actualmente tiene. 
El congreso representa a la población del estado, y sus fuerzas políticas . Esto lo hace por medio de dos sistemas, los mismos que se utilizan en la Cámara Federal de Diputados que son: la Mayoría relativa y la Representación Proporcional.

## Legislaturas
| Legislatura | Periodo   |
| ----------- | --------- |
| XXXII       | 1929-1931 |
| XXXIII      | 1931-1934 |
| XXXIV       | 1934-1937 |
| XXXV        | 1937-1940 |
| XXXVI       | 1940-1942 |
| XXXVII      | 1942-1944 |
| XXXVIII     | 1944-1947 |
| XXXIX       | 1947-1950 |
| XL          | 1950-1953 |

| Legislatura | Periodo   |
| ----------- | --------- |
| XLI         | 1953-1956 |
| XLII        | 1956-1959 |
| XLIII       | 1959-1962 |
| XLIV        | 1962-1965 |
| XLV         | 1965-1968 |
| XLVI        | 1968-1971 |
| XLVII       | 1971-1974 |
| XLVIII      | 1974-1977 |
| XLIX        | 1977-1980 |

| Legislatura | Periodo   |
| ----------- | --------- |
| L           | 1980-1983 |
| LI          | 1983-1986 |
| LII         | 1986-1989 |
| LIII        | 1898-1992 |
| LIV         | 1992-1994 |
| LV          | 1994-1997 |
| LVI         | 1997-2000 |
| LVII        | 2000-2003 |
| LVIII       | 2003-2006 |

| Legislatura | Periodo   |
| ----------- | --------- |
| LIX         | 2006-2009 |
| LX          | 2009-2012 |
| LXI         | 2012-2015 |
| LXII        | 2015-2018 |
| LXIII       | 2018-2021 |
| LXIV        | 2021-2024 |
| LXV         | 2024-2027 |